# John Hunn
John Hunn, född 23 juni 1849 i New Castle County i Delaware, död 1 september 1926 i Camden i Delaware, var en amerikansk republikansk politiker. Han var Delawares guvernör 1901–1905.
Hunn var verksam som affärsman och första gången han ställde upp i val var i samband med guvernörsvalet 1900 som han vann. Han efterträdde 1901 Ebe W. Tunnell som Delawares guvernör och efterträddes 1905 av Preston Lea.
Hunn avled 1926 och gravsattes på Friends Meetinghouse Cemetery i Camden.